# Sezon 2022/2023 w hokeju na lodzie
Sezon 2022/2023 w hokeju na lodzie to zestawienie rozgrywek reprezentacyjnych oraz klubowych w tej dyscyplinie sportu. W haśle zostały podane podia zawodów mistrzowskich, ligowych, pucharowych oraz turniejów towarzyskich.

## Rozgrywki reprezentacyjne
| Zawody                                                           | Miejsce i data                                     | Turniej                                                               | 1 miejsce                    | 2 miejsce            | 3 miejsce            | Źródło |
| ---------------------------------------------------------------- | -------------------------------------------------- | --------------------------------------------------------------------- | ---------------------------- | -------------------- | -------------------- | ------ |
| Mistrzostwa Świata mężczyzn                                      | Tampere/ Ryga 12 – 28 maja 2023                    | Elita                                                                 | Kanada                       | Niemcy               | Łotwa                | [ 1 ]  |
| Mistrzostwa Świata mężczyzn                                      | Nottingham 29 kwietnia – 5 maja 2023               | I Dywizja Grupa A                                                     | Wielka Brytania              | Polska               | Włochy               | [ 2 ]  |
| Mistrzostwa Świata mężczyzn                                      | Tallinn 23 – 29 kwietnia 2023                      | I Dywizja Grupa B                                                     | Japonia                      | Ukraina              | Chiny                | [ 3 ]  |
| Mistrzostwa Świata mężczyzn                                      | Madryt 16 – 22 kwietnia 2023                       | II Dywizja Grupa A                                                    | Hiszpania                    | Gruzja               | Chorwacja            | [ 4 ]  |
| Mistrzostwa Świata mężczyzn                                      | Stambuł 17 – 23 kwietnia 2023                      | II Dywizja Grupa B                                                    | Zjednoczone Emiraty Arabskie | Belgia               | Bułgaria             | [ 5 ]  |
| Mistrzostwa Świata mężczyzn                                      | Kapsztad 17 – 23 kwietnia 2023                     | III Dywizja Grupa A                                                   | Chińskie Tajpej              | Turkmenistan         | Południowa Afryka    | [ 6 ]  |
| Mistrzostwa Świata mężczyzn                                      | Sarajewo 27 lutego – 5 marca 2023                  | III Dywizja Grupa B                                                   | Kirgistan                    | Bośnia i Hercegowina | Hongkong             | [ 7 ]  |
| Mistrzostwa Świata mężczyzn                                      | Ułan Bator 23 - 26 marca 2023                      | IV Dywizja                                                            | Filipiny                     | Mongolia             | Kuwejt               | [ 8 ]  |
| Mistrzostwa Świata kobiet                                        | Brampton 5 – 16 kwietnia 2023                      | Elita                                                                 | Stany Zjednoczone            | Kanada               | Czechy               | [ 9 ]  |
| Mistrzostwa Świata kobiet                                        | Shenzhen 20 – 26 sierpnia 2023                     | I Dywizja Grupa A                                                     | Chiny                        | Dania                | Austria              | [ 10 ] |
| Mistrzostwa Świata kobiet                                        | Suwon 17 – 23 kwietnia 2023                        | I Dywizja Grupa B                                                     | Korea Południowa             | Polska               | Włochy               | [ 11 ] |
| Mistrzostwa Świata kobiet                                        | Meksyk 1 – 7 kwietnia 2023                         | II Dywizja Grupa A                                                    | Łotwa                        | Hiszpania            | Meksyk               | [ 12 ] |
| Mistrzostwa Świata kobiet                                        | Kapsztad 20 – 26 lutego 2023                       | II Dywizja Grupa B                                                    | Belgia                       | Australia            | Nowa Zelandia        | [ 13 ] |
| Mistrzostwa Świata kobiet                                        | Braszów 3 – 9 kwietnia 2023                        | III Dywizja Grupa A                                                   | Hongkong                     | Ukraina              | Litwa                | [ 14 ] |
| Mistrzostwa Świata kobiet                                        | Metulla 27 – 30 marca 2023                         | III Dywizja Grupa B                                                   | Serbia                       | Izrael               | Bośnia i Hercegowina | [ 15 ] |
| Mistrzostwa Świata Juniorów                                      | Halifax, Moncton 26 grudnia 2022 – 5 stycznia 2023 | Elita                                                                 | Kanada                       | Czechy               | Stany Zjednoczone    | [ 16 ] |
| Mistrzostwa Świata Juniorów                                      | Asker 11 – 17 grudnia 2022                         | I Dywizja Grupa A                                                     | Norwegia                     | Kazachstan           | Francja              | [ 17 ] |
| Mistrzostwa Świata Juniorów                                      | Bytom 11 – 17 grudnia 2022                         | I Dywizja Grupa B                                                     | Japonia                      | Ukraina              | Włochy               | [ 18 ] |
| Mistrzostwa Świata Juniorów                                      | Kowno 11 – 17 grudnia 2022                         | II Dywizja Grupa A                                                    | Chorwacja                    | Wielka Brytania      | Litwa                | [ 19 ] |
| Mistrzostwa Świata Juniorów                                      | Reykjavík 16 – 22 stycznia 2023                    | II Dywizja Grupa B                                                    | Chiny                        | Belgia               | Serbia               | [ 20 ] |
| Mistrzostwa Świata Juniorów                                      | Stambuł 26 stycznia – 2 lutego 2023                | III Dywizja                                                           | Australia                    | Izrael               | Bułgaria             | [ 21 ] |
| Mistrzostwa Świata Juniorów U-18                                 | Bazylea, Porrentruy 20 – 30 kwietnia 2023          | Elita                                                                 | Stany Zjednoczone            | Szwecja              | Kanada               | [ 22 ] |
| Mistrzostwa Świata Juniorów U-18                                 | Angers 23 – 29 kwietnia 2023                       | I Dywizja Grupa A                                                     | Kazachstan                   | Dania                | Japonia              | [ 23 ] |
| Mistrzostwa Świata Juniorów U-18                                 | Bled 10 – 16 kwietnia 2023                         | I Dywizja Grupa B                                                     | Austria                      | Słowenia             | Włochy               | [ 24 ] |
| Mistrzostwa Świata Juniorów U-18                                 | Belgrad 9 – 15 kwietnia 2023                       | II Dywizja Grupa A                                                    | Litwa                        | Chorwacja            | Wielka Brytania      | [ 25 ] |
| Mistrzostwa Świata Juniorów U-18                                 | Sofia 27 marca – 2 kwietnia 2023                   | II Dywizja Grupa B                                                    | Holandia                     | Chiny                | Chińskie Tajpej      | [ 26 ] |
| Mistrzostwa Świata Juniorów U-18                                 | Reykjavík 12 – 18 marca 2023                       | III Dywizja Grupa A                                                   | Izrael                       | Islandia             | Turcja               | [ 27 ] |
| Mistrzostwa Świata Juniorów U-18                                 | Kapsztad 13 – 16 marca 2023                        | III Dywizja Grupa B                                                   | Nowa Zelandia                | Hongkong             | Tajlandia            | [ 28 ] |
| Mistrzostwa Świata Juniorek                                      | Östersund 8 – 15 stycznia 2023                     | Elita                                                                 | Kanada                       | Szwecja              | Stany Zjednoczone    | [ 29 ] |
| Mistrzostwa Świata Juniorek                                      | Ritten 9 – 15 stycznia 2023                        | I Dywizja Grupa A                                                     | Niemcy                       | Włochy               | Francja              | [ 30 ] |
| Mistrzostwa Świata Juniorek                                      | Katowice 9 – 15 stycznia 2023                      | I Dywizja Grupa B                                                     | Dania                        | Polska               | Hiszpania            | [ 31 ] |
| Mistrzostwa Świata Juniorek                                      | Dumfries 21 – 27 stycznia 2023                     | II Dywizja Grupa A                                                    | Australia                    | Łotwa                | Holandia             | [ 32 ] |
| Mistrzostwa Świata Juniorek                                      | Sofia 16 – 22 stycznia 2023                        | II Dywizja Grupa B                                                    | Kazachstan                   | Belgia               | Islandia             | [ 33 ] |
| Mistrzostwa Azji i Oceanii w Hokeju na Lodzie Kobiet             | Bangkok 30 kwietnia–7 maja 2023                    | Mistrzostwa Azji i Oceanii w Hokeju na Lodzie Kobiet 2023             | Tajlandia                    | Iran                 | Singapur             | [ 34 ] |
| Mistrzostwa Azji i Oceanii do lat 18 w hokeju na lodzie mężczyzn | Ułan Bator 11–17 marca 2023                        | Mistrzostwa Azji i Oceanii do lat 18 w hokeju na lodzie mężczyzn 2023 | Uzbekistan                   | Turkmenistan         | Mongolia             | [ 35 ] |

### Euro Hockey Tour
| Zawody                                  | Miejsce i data                                                            | 1 miejsce  | 2 miejsce  | 3 miejsce | Źródło |
| --------------------------------------- | ------------------------------------------------------------------------- | ---------- | ---------- | --------- | ------ |
| Karjala Cup                             | Turku (Finlandia) oraz Czeskie Budziejowice (Czechy) 10–13 listopada 2022 | Szwecja    | Szwajcaria | Czechy    | [ 36 ] |
| Swiss Ice Hockey Games                  | Fryburg (Szwajcaria) oraz Helsinki (Finlandia) 15-18 grudnia 2022         | Szwecja    | Czechy     | Finlandia | [ 37 ] |
| Sweden Hockey Games                     | Malmö (Szwecja) oraz Zurych (Szwajcaria) 9-12 lutego 2023                 | Szwecja    | Finlandia  | Czechy    | [ 38 ] |
| Czech Hockey Games                      | Brno (Czechy) oraz Göteborg (Szwecja) 4-7 maja 2023                       | Szwajcaria | Szwecja    | Czechy    | [ 39 ] |
| Klasyfikacja generalna Euro Hockey Tour | Klasyfikacja generalna Euro Hockey Tour                                   | Szwecja    | Czechy     | Finlandia | [ 40 ] |

### Turnieje towarzyskie
| Zawody                            | Miejsce i data                   | 1 miejsce | 2 miejsce | 3 miejsce | Źródło |
| --------------------------------- | -------------------------------- | --------- | --------- | --------- | ------ |
| Deutschland Cup                   | Krefeld 10 – 13 listopada 2022   | Niemcy    | Austria   | Dania     | [ 41 ] |
| Tamás Sárközy Memorial Tournament | Budapeszt 10 – 13 listopada 2022 | Włochy    | Francja   | Ukraina   | [ 42 ] |
| Meca Hockey Games                 | Trondheim 10 – 12 listopada 2022 | Łotwa     | Norwegia  | Dania B   | [ 43 ] |
| Baltic Challenge Cup              | Kowno 10 – 12 listopada 2022     | Polska    | Estonia   | Litwa     | [ 44 ] |
| Three Nations Tournament          | Marsylia 15 – 17 grudnia 2022    | Polska    | Francja   | Ukraina   | [ 45 ] |
| Vianočný Kaufland Cup 2022        | Bratysława 15 – 17 grudnia 2022  | Słowacja  | Łotwa     | Norwegia  | [ 46 ] |

## Rozgrywki klubowe

### Europejskie puchary
| Rozgrywki            | Miejsce i data                      | Triumfator            | Finalista     | Brązowy medalista  | Źródło |
| -------------------- | ----------------------------------- | --------------------- | ------------- | ------------------ | ------ |
| Liga Mistrzów        | 1 września 2022 – 18 lutego 2023    | Tappara               | Luleå HF      | Frölunda HC EV Zug | [ 47 ] |
| Puchar Kontynentalny | 23 września 2022 – 15 stycznia 2023 | HK Nitra              | Ducs d’Angers | Cardiff Devils     | [ 48 ] |
| Puchar Spenglera     | 26 – 31 grudnia 2022                | HC Ambrì-Piotta       | Sparta Praga  | HC Davos Örebro HK | [ 49 ] |
| Puchar Tatrzański    | 20-21 sierpnia 2022                 | HC 05 Banská Bystrica | Vaasan Sport  | Rytíři Kladno      | [ 50 ] |

### Północnoamerykańskie puchary
| Rozgrywki    | Miejsce i data           | Triumfator      | Finalista            | Brązowy medalista  | Źródło |
| ------------ | ------------------------ | --------------- | -------------------- | ------------------ | ------ |
| Memorial Cup | 26 maja – 4 czerwca 2023 | Quebec Remparts | Seattle Thunderbirds | Peterborough Petes | [ 51 ] |

### Rozgrywki ligowe mężczyzn – pierwszy poziom
W przypadku niejednorodnego składu państwowego rozgrywek podane zostały flagi pochodzenia krajowego drużyn.
| Rozgrywki            | Trofeum         | Data                 | Triumfator        | Finalista              | Źródło |
| -------------------- | --------------- | -------------------- | ----------------- | ---------------------- | ------ |
| NHL                  | Puchar Stanleya | 07.10.2022 – 06.2023 |                   |                        |        |
| KHL                  | Puchar Gagarina | 01.09.2022 – 2023    |                   |                        |        |
| Wysszaja Liga        | –               | 2022 – 2023          |                   |                        |        |
| Open Liga            | –               | 31.08.2022 – 2023    |                   |                        |        |
| Mistrzostwa Ukrainy  | –               | 06.10.2022 – 2023    |                   |                        |        |
| Polska Hokej Liga    | –               | 09.09.2033 – 2023    |                   |                        |        |
| Tipsport extraliga   | –               | 15.09.2022 – 2023    |                   |                        |        |
| Tipsport extraliga   | –               | 16.09.2022 – 2023    |                   |                        |        |
| Meistriliiga         | –               | 17.09.2022 – 2020    |                   |                        |        |
| Optibet hokeja līgas | –               | 03.09.2022 – 2023    |                   |                        |        |
| Liiga                | Kanada-malja    | 13.09.2022 – 2023    |                   |                        |        |
| SHL                  | Puchar Le Mata  | 17.09.2022 – 2023    |                   |                        |        |
| GET-ligaen           | –               | 09.09.2022 – 2023    |                   |                        |        |
| Metal Ligaen         | –               | 02.09.2022 – 2020    |                   |                        |        |
| Ekstraklasa          | –               | 23.09.2022 – 2023    |                   |                        |        |
| EIHL                 | –               | 10.09.2022 – 2023    |                   |                        |        |
| DEL                  | –               | 15.09.2022 – 2023    |                   |                        |        |
| ICE Hockey League    | –               | 16.09.2022 – 2023    |                   |                        |        |
| NLA                  | –               | 14.09.2022 – 2023    |                   |                        |        |
| / BeNe               | –               | 30.09.2022 – 2023    |                   |                        |        |
| Ligue Magnus         | Puchar Magnusa  | 09.09.2022 – 2023    |                   |                        |        |
| Serie A              | –               | 10.09.2022 – 2023    |                   |                        |        |
| Superliga            | –               | 24.09.2022 – 2023    |                   |                        |        |
| Erste Liga           | –               | 16.09.2022 – 2023    |                   |                        |        |
| Ekstraliga           | –               | 2022 - 2023          |                   |                        |        |
| IHL                  | –               | 10.09.2022 – 2023    |                   |                        |        |
| Superliga            | –               | 2022 – 2023          |                   |                        |        |
| Ekstraliga           | –               | 2022 – 2023          |                   |                        |        |
| Liga Azjatycka       | –               | 03.09.2022 – 2023    |                   |                        |        |
| AIHL                 | –               | 23.04 – 04.09.2022   | CBR Brave         | Newcastle Northstars   | [ 52 ] |
| Ekstraliga           | –               | 11.06 – 01.10.2022   | Southern Stampede | West Auckland Admirals | [ 53 ] |

### Rozgrywki ligowe niższe
| Rozgrywki          | Trofeum        | Data              | Triumfator | Finalista | Źródło |
| ------------------ | -------------- | ----------------- | ---------- | --------- | ------ |
| I liga polska      | –              | 03.09.2022 – 2023 |            |           |        |
| AHL                | Puchar Caldera | 14.10.2022 – 2023 |            |           |        |
| WHL                | Puchar Bratina | 03.09.2022 – 2023 |            |           |        |
| Swiss League       | –              | 16.09.2022 – 2023 |            |           |        |
| Allsvenskan        | –              | 23.09.2022 – 2023 |            |           |        |
| Mestis             | –              | 22.09.2022 – 2023 |            |           |        |
| 1. liga czeska     | –              | 14.09.2022 – 2023 |            |           |        |
| 1. liga słowacka   | –              | 15.09.2022 – 2023 |            |           |        |
| DEL2               | –              | 16.09.2022 – 2023 |            |           |        |
| Alps Hockey League | –              | 15.09.2022 – 2023 |            |           |        |